# Село имени Саидмумина Шамсова
Саидмумин Шамсов (бывший Калот) — село в составе сельской общины Дахана Кулябского района Таджикистана. От Саидмумина Шамсова до центра общины 5 км, до центра района 25 км. Население 1214 человек (2017 год), таджики.

## Источник
- Административное деление Республики Таджикистан Душанбе : СИЭМТ, 2017. — 580 с. — ISBN 978-99947-33-68-2